# Edmund Black
Edmund Franklin "Ed" Black, född 3 maj 1905 i Bailey Island i Maine, död 22 oktober 1996 i Westboro i Massachusetts, var en amerikansk friidrottare.
Black blev olympisk bronsmedaljör i släggkastning vid sommarspelen 1928 i Amsterdam.